# Slančji Vrh
Slančji Vrh je naselje v Občini Sevnica.